# Шотен (град)
Шотен (њем. Schotten) град је у њемачкој савезној држави Хесен. Једно је од 19 општинских средишта округа Фогелсберг. Према процјени из 2010. у граду је живјело 11.051 становника. Посједује регионалну шифру (AGS) 6535016.

## Географски и демографски подаци
Шотен се налази у савезној држави Хесен у округу Фогелсберг. Град се налази на надморској висини од 330 метара. Површина општине износи 133,6 km². У самом граду је, према процјени из 2010. године, живјело 11.051 становника. Просјечна густина становништва износи 83 становника/km².

## Међународна сарадња
| Мјесто        | Држава               | Врста сарадње | Од    |
| ------------- | -------------------- | ------------- | ----- |
| Озимек        | Пољска               | пријатељство  | 2002. |
| Арко          | Италија              | партнерство   | 1960. |
| Мејбол        | Уједињено Краљевство | пријатељство  | 2000. |
| Крон          | Француска            | партнерство   | 1963. |
|               | Чешка                | партнерство   | 1996. |
| Белеј Кевокан | Белгија              | партнерство   | 1963. |
| Извор         |                      |               |       |